# 薯條自動販賣機

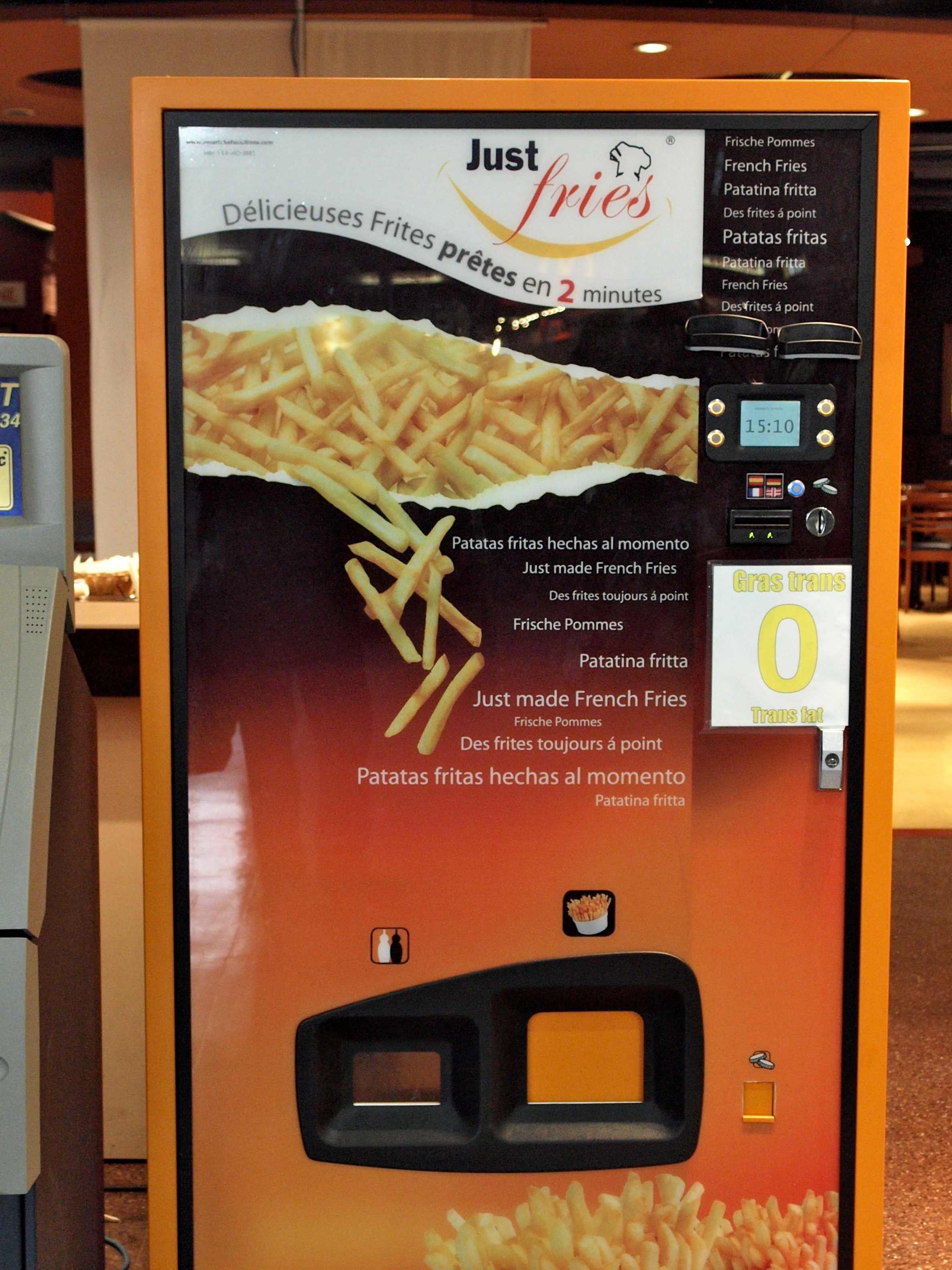
位於加拿大蒙特利爾中央車站的Just Fries牌炸薯條自動販賣機

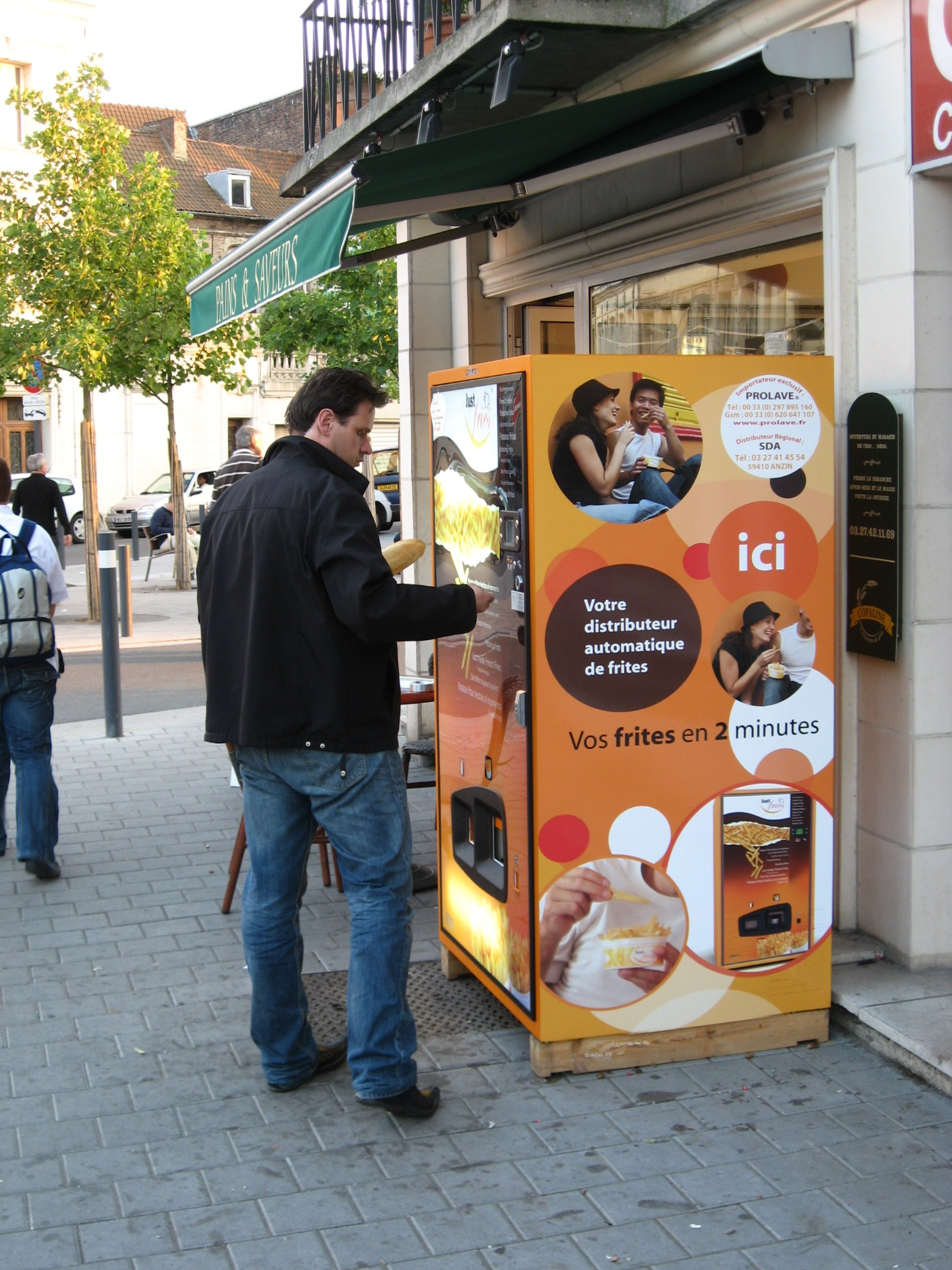
在法國瓦朗謝訥的炸薯條自動販賣機

薯條自動販賣機是一種販賣熱馬鈴薯條的自動販賣機。第一台薯條自動販賣機於1982年由Precision Fry Foods Pty Ltd.製造。

## 沿革

### 歷史
現已停止運營的澳大利亞公司Precision Fry Foods Pty Ltd.設計了第一款炸薯條自動販賣機，並命名為Mr. French Fry。該公司於1982年1月向澳大利亞政府申請了該產品的專利。Mr. French Fry能在60秒內將馬鈴薯炸熟切片，一份薯條販售0.6AUD。
另一家公司Houser Vending Co., Inc.開發了一種名為Crispy's的油炸自動販賣機，自1990年9月以來，該機在大學校園和工廠等不同地點使用。薯條在185 °C的葵花籽油中煮約40秒，一份油約可油炸500份薯條。該機器配有自動緊急停止系統，並內置滅火器。

### 現況
位於中國深圳的貝陽迪科技有限公司於2008年開始開發Robo油炸機，約95秒能烹製一份薯條。其後，貝陽迪科技有限公司被比利時的Breaktime Solutions收購，Robo油炸機由比利時企業家接手繼續研發，並在2012年夏天於比利時的布魯塞爾進行測試。Robo油炸機重340公斤，使用牛脂或烹調油烹製炸薯條。Breaktime Solutions公司使用了一年時間調整了機器使用牛肉脂肪的程序。它約在販售150份薯條後由工作人員進行手動維修和清潔。此後此機器配有一組通風系統，並使用三個過濾器來避免空氣汙染。紐約郵報將Robo油炸機評價為“自動售貨機的勞斯萊斯”。2013年8月，Robo油炸機以每份薯條3.50美元的價格開始販售。消費者可選擇蛋黃醬、番茄醬或哈里薩辣醬做為薯條沾醬，每份沾醬皆以小包裝提供。除此之外，每份薯條均配有一個小叉子以便食用。
E-Vend Technology是一家俄羅斯公司，利用美國的技術在中國和以色列製造薯條自動販賣機，該機器使用冷凍炸薯條作為原料，約需45秒的時間烹製，並採取氣炸而非油炸的烹調方式。
經過10年的研發，2015年1月，澳大利亞珀斯的Hot Chips公司發布了一種使用米糠油的熱薯条自動販賣機。該公司表示計劃在2015年的時候生產和銷售更多的自動販賣機，並公布了4種在阿德萊德和珀斯進行測試的販賣機原型。這組模型還能提供调味料，包括一種在澳大利亞常见的雞肉調味鹽口味。
2015年9月，在荷蘭的瓦赫寧根大學，學生和企業家們推出了一款通過油炸方式烹製冷凍薯條的自動販賣機，這台機器可選擇蛋黃醬、番茄醬或咖哩做為薯條沾醬。這種販賣機需約2分鐘來烹製薯條，並以紙杯裝盛。冷凍馬鈴薯條以−18 °C以下的低溫冷藏，並以180 °C的高溫烹調。這台薯條自動販賣機使用專門設計的分配器來保持馬鈴薯條的完整。截至2015年9月，僅有1台位於瓦赫寧根大學的販賣機實際開始使用，顧客能透過觸控式面板點餐，叉子和調味用的鹽獨立放在盒子內供消費者取用。

## 畫廊
- 一台Nichirei牌薯條自動販賣機 (東京，2012年)
- 未實際使用的Beyondte薯條自動販賣機的前部局部視圖 (2012年)
- 以色列薩法德的炸薯條自動售貨機 (2005年)

## 外部連結
- . Volume 67, Issues 11-15. Machine Design: 50. 1995  [2018-05-07]. （原始内容存档于2017-09-25）. A new french-fry vending machine works more like a hot-air corn popper than a deep fryer. One of the biggest challenges in designing the machine was insulating the oven ...